# Barís
Els barís o motilones són un poble d'amerindis de Colòmbia que habita en les selves del riu Catatumbo, a banda i banda de la frontera entre Colòmbia i Veneçuela i parla barí, un idioma de la família lingüística txibtxa.

## Història
El territori tradicional barí que s'estenia per la conca del Catatumbo-Zulia i part de Santa Ana, fou substancialment reduït, primer per la conquesta i colonització espanyola i més recentment en forma encara més dràstica, per l'explotació del petroli i del carbó a la regió des del segle XX i la colonització col·lateral de l'espai rural.
La resistència dels barí va ser intensa entre 1530 i 1730, quan els missioners caputxins van estudiar el seu idioma i van començar a catequitzar alguns grups i a conformar poblats indígenes. Al principi aquests poblats van ser atacats pels barí, igual que els dels espanyols, però a partir de 1772 la governació de Maracaibo va aconseguir iniciar un contacte pacífic que va arribar a incloure a almenys 21 comunitats barí.
Els caputxins van propiciar, mitjançant el lliurament d'eines metàl·liques, el trasllat voluntari dels barí a poblats en llocs escollits per ells, la qual cosa va ocasionar certs conflictes amb els hisendats, atenuats pels avantatges que va donar l'explotació tranquil·la de plantacions de cacau, de rutes comercials i en alguns casos la disponibilitat de mà d'obra. Això trasllats significaven modificar el patró d'habitatge multifamiliar el·líptica o circular que albergava la comunitat ("maloka"), a habitatges unifamiliars congregats en poblats.
Durant la guerra d'Independència, els caputxins es van declarar partidaris de la causa del rei d'Espanya i van enfrontar als patriotes, però foren derrotats en 1813 i després d'això la majoria dels barí van abandonar els poblats i van tornar a la selva. El bisbe de Mérida va llevar als caputxins la jurisdicció sobre els cinc poblats que àdhuc quedaven en 1817. Encara que amb l'excepció del poblat del Pilar, tots els altres van ser abandonats des de llavors, les relacions entre barí i criolls van ser pacífiques fins a 1882 quan les tensions amb els hisendats van provocar enfrontaments que es van agreujar des de 1885.
En 1905 el govern del general Rafael Reyes Prieto va atorgar al general Virgilio Barco la concessió per explotar petroli, hulla i asfalt al territori barí. Els caputxins van tornar enviats pel govern de Colòmbia des de 1910, i en 1914 un bisbe va visitar als barí. No obstant això els conflictes es van incrementar a causa de l'expansió de les hisendes i la tracta d'indis cap a les hisendes del Zulia i encara més per les exploracions petrolieres i mineres, que els indígenes percebien com a invasions al profund del seu territori. A la fi de la dècada del vint els barí estaven en plena guerra de resistència.
La Concessió Barco va ser cedida per la família del general a l'empresa nord-americana Gulf Oil. En 1931 el contracte Chaux-Folson, entre el govern colombià i la companyia estipulava:
El govern prestarà a les companyies contractants la protecció deguda per repel·lir l'hostilitat o els atacs de les tribus de motilones o salvatges que habiten a les regions que fan part els terrens matèria d'aquest contracte, la qual cosa farà per mitjà de cossos de policia armada o de la força pública quan calgui.
En contra el que es disposa en aquest contracte es van pronunciar els Consells i Lligues d'Indis d'altres llocs de Colòmbia, el líder dels quals Quintín Lame va escriure una carta a la Cambra de Representants, protestant perquè el govern es compromet, a instàncies de la Gulf, a atacar per la força, amb l'exèrcit i la policia als meus germans els indis motilones, que viuen i tenen els seus conreus a la regió del Catatumbo."
La guerra entre els motilones i les petrolieres, que va durar 20 anys, fou en extrem desigual. Fletxes contra fusells i avions, de manera que finalment els indígenes van cedir dues terceres parts del seu territori a les companyies i a la colonització.
Derrotats els barí, van ser les missions catòliques (especialment les missioneres de la Mare Laura) i evangèlica (de Bruce Olson), els vehicles de la pacificació i de la seva relació amb les societats colombiana i veneçolana. En 1963, guiat per les concepcions de l'indigenisme, el director d'Afers Indígenes de Colòmbia va iniciar una labor de protecció del territori que àdhuc era controlat pels barí i després s'han delimitat dos Resguardos Indígenas on es reconeix la seva propietat col·lectiva: en 1981, el Motilón-Barí de la Gabarra, als Municipis de Teorama, Convención i El Carmen; i el 1984, el Barí de Catalaura, als Municipis d'El Tarra i Tibú.
En el segle xxi els barí estan novament amenaçats pels interessos de les empreses mineres a Veneçuela, que aspiren a ampliar l'explotacions de carbó i per les empreses petrolieres que des de Colòmbia desenvolupen noves exploracions i explotacions al seu territori. A més han estat afectats greument per la dispersió de cultius de coca dels colons i pel conflicte armat que ocorre a Colòmbia.

## Organització social
Cada grup local està compost per aproximadament 50 persones, que posseeixen fins a tres "maloka" o cases comunals, en cadascuna de les quals viuen diverses famílies nuclears. S'estableixen per uns deu anys en un lloc escollit prop de rius abundants en pesca, en zones no inundables. Al centre de la maloka estan els fogons, als costats els dormitoris de cada família.
La distribució interior de la maloka, que és nucli sociopolític, respon a les regles d'organització social. El cap de la maloka és el ñatubai, el segon és l'abyiyibai, el tercer l'ibaibaibai i ocupen en ordre la maloka a partir de l'esquerra de la porta d'entrada. Per cada barí, els altres barí coneguts són parents o aliats. Els matrimonis s'estableixen entre aliats i són prohibits entre parents. En la maloka es busca que cada família se situï de manera que els veïns siguin aliats de l'home i parents de la dona. Els estrangers són rebuts com a parents.
Una parella es formalitza quan participa conjuntament en la construcció d'una maloka. Generalment el marit va a viure amb el grup de la dona.

## Economia
Els barí són agricultors, caçadors, pescadors i recol·lectors. Conreen, en camps als voltants de les cases comunals, yuca, batata, plàtan, zapallos, blat de moro, nyam, pinya, canya de sucre, cacau, cotó, bixa i ají, cacen aus, micos, el pècari, la danta i rosegadors. Utilitzen com a arma de caça i pesca l'arc i fletxa. La pesca és una font molt important de la seva alimentació i per multiplicar-la construeixen represes temporals i usen barbasco. Entre els productes recol·lectats es destaquen els fruits del palmell milpesos. Practiquen el comerç des d'època immemorial per obtenir sal i actualment per dotar-se d'eines metàl·liques, receptors de radi, bateries i altres articles.

## Sistema de representacions
Pels barí les concepcions fonamentals tenen a veure amb l'ordenament de la societat i la conducta, sense que sigui molt important l'origen del món. Sabaseba va venir des de l'occident quan la terra era caòtica i ell amb el seu treball la va ordenar, disposant el sol la lluna i els estels. Quan va tallar una pinya va sorgir el primer barí, i de la següent la primera dona Barira i de la tercera un nen bakurita. de les següents pinyes tallades van sorgir els primers ñatubai que van aprendre a construir les maloka i els van ser assignats els seus respectius territoris. Aquests primers barí eren saimadoyi, auxiliars de Sabaseba i van ensenyar les labors de l'agricultura, caça i pesca.
Les altres ètnies (yukpa, wayúu, blancs i negres) i certs éssers perjudicials per als barís, es conceben com sorgits de la cendra de Sibabio una anciana que després de devorar al seu net va ser cremada pel pare del nen.
Consideren que sobre la terra hi ha sis cels en ordre ascendent, on viuen diferents éssers, en el més alt el sol i Sabaseba; i sota la terra hi ha grans extensions d'aigua i cova.